# Jovan Sredojević
Jovan Sredojević (Zadar, 14. ožujka 1948. – Banja kraj Slanoga, 24. ožujka 1992.), bio je zastavnik Jugoslavenske narodne armije i dubrovački branitelj.

## Životopis
Jovan Sredojević rođen je u Zadru 1948. godine u obitelji Stevana i Stojanke (r. Karadžin) Sredojević. Vojno se školovao u Zrakoplovno-tehničkoj vojnoj školi u Rajlovcu kod Sarajeva. Vjenčao se u Mostaru s Katicom Šaše, s kojom je imao dva sina. U Dubrovnik se preselio 1969. godine, gdje je živio do početka Domovinskoga rata.
Kao profesionalni vojnik bio je u sastavu je 472. motorizirane JNA brigade Sava Kovačević u Trebinju. Tijekom 1991. godine Hrvatima, Slovencima i Albancima pomagao je pri bijegu iz JNA i Trebinja, a on je ostao u Trebinju u 472. brigadi JNA i obavljao određene zadatke za Hrvatsku vojsku.
Sredojević je 1991. godine sabotirao radar, kojeg JNA nakon toga nije mogla koristiti. S otočanima je organizirao izvlačenje vojnika iz vojarne na Mljetu i uskladištenu hranu dijelio mještanima. Dva mjeseca nakon što je 115. proleterska brdska brigada Veljko Vlahović iz Nikšića 4. listopada 1991. godine zauzela Slano i okolicu, i potpuno razorila mjesto, Sredojevićeva pozadinska 472. brigada dolazi u Dubrovačko primorje. Nikada nije bio odgovoran za naredbe JNA kojom su se ugrožavali ljudski životi i imovina. Stanovništvu Dubrovačkog primorja donosio je hranu i lijekove, organizirao transport ranjenih i bolesnih iz okupiranih mjesta, organizirao humanitarnu pomoć i nastojao zaštiti kulturno-povijesno blago Dubrovačkog primorja.
Iako je upozoravan kako je otkriven Jovan je, smatrajući da može još puno toga napraviti, i dalje ostao na okupiranom području. Pripadnici JNA ubili su ga dana 24. ožujka 1992. godine u zaseoku Banja kraj Slanoga.
Predsjednik Republike Hrvatske Ivo Josipović 29. rujna 2014. godine posmrtno je odlikovao Jovana Sredojevića Redom Nikole Šubića Zrinskog.

## Odličja, medalje i pohvale
- 2014.: Red Nikole Šubića Zrinskog[6]

## Vanjske poveznice
- Jasmina Mrvaljević, Heroj za kojega "još nije vrijeme", Slobodna Dalmacija, 12. studenoga 2006. (u međumrežnoj pismohrani archive.org 5. ožujka 2016.)
- Romana Bilešić, Mladen Gojun, Heroj iz sjene: Jovana su ubili jer nije granatirao Dubrovnik, 24sata, 24. ožujka, 2012.
- dr. sc. Jakša Raguž, Jovan Sredojević - tajni branitelj u JNA  Arhivirana inačica izvorne stranice od 7. srpnja 2014. (Wayback Machine), Vojna povijest, br. 11, veljača 2012., str. 56. – 59.
- dr. sc. Jakša Raguž, Jovan Sredojević - Tajni branitelj u JNA, vecernji.hr, 27. veljače 2014.